# Prisco Palumbo
Prisco Palumbo (Nocera Inferiore, 1º settembre 1952 – Roma, 14 dicembre 1976) è stato un militare e poliziotto italiano, medaglia d'oro al Merito Civile alla memoria.

## Biografia
Prisco entra in Polizia a diciannove anni. Nel 1971 si trasferisce a Trieste dove frequenta la Scuola Allievi.
Ancora molto giovane viene assegnato a Caserta dove rimane pochissimo. Viene, infatti, trasferito alla Questura di Roma dove la sua vita si interromperà il 14 dicembre 1976.
Prisco sta guidando l'auto di scorta del vicequestore Alfonso Noce, responsabile per il Lazio del nucleo antiterrorismo. L'auto viene assalita da alcuni terroristi dei Nuclei Armati Proletari appostati in un furgone.
I nappisti scendono dall'automezzo e danno vita ad un conflitto a fuoco. Un colpo di mitra raggiunge la tempia di Palumbo. L'agente muore mentre è ancora al volante dell'auto. I poliziotti rispondono al fuoco.
Nello scontro perde la vita anche il terrorista Martino Zicchitella. Restano, invece, feriti il vicequestore Noce e un altro agente della sua scorta.
La Digos di Roma, a conclusione di serrate indagini, riesce ad identificare e poi individuare alcuni dei responsabili dell'agguato, facenti capo al "Nucleo armato 29 ottobre", tra essi: Raffaele Piccinino, Ernesto Grasso, Sebastiano Cerullo e Giovanni Gentile Schiavone, che vengono arrestati e, in seguito, condannati all'ergastolo.